# 因島商船
因島商船（いんのしましょうせん）は、広島県の海運会社。因島と尾道港を結ぶ航路を運航していた。

## 概要
古くは木造旅客船、1960年代後半以降は鋼鉄旅客船と高速船を運航していたが、競合する愛媛汽船と異なりフェリーの運航は行っていなかった。
1971年に土生 - 尾道航路（因島西回り）を運航していた共栄汽船を吸収合併した。
1975年の山陽新幹線博多開業により、本州側の結節点が尾道港から三原港へ移ったことで旅客が減少、1983年12月8日の因島大橋開通により12月4日に運航を終了、航路廃止となった。

## 船舶

### 旅客船
- 第五はぶ丸

航路廃止後は、日立造船の通勤船を経て、瀬戸田運航で就航
- 鯉城

元・芸備商船、航路廃止後、売却。

### 高速船
- ちどり

1969年竣工、三保造船所 (大阪府)建造。1975年に今治高速船に売却
- 第二ちどり

1971年竣工、三保造船所建造。1978年に大三島フェリーに売却　
- 第三ちどり

1972年竣工、三保造船所建造。1979年に盛運汽船に売却
- 第五ちどり

1974年竣工、三保造船所建造。「第七ちどり」就航後は予備船
- 第六ちどり

1975年竣工、三保造船所建造。
- 第七ちどり

1980年1月竣工、三保造船所建造。1983年12月に航路廃止により今治高速船へ移籍、1988年に因島汽船へ売却、1991年に尾道観光フェリーに売却、ウエストマリンに売却され「ぽらりす」として就航、その後「興裕」として中部国際空港建設工事において警戒船として従事
34.12総トン、登録長16.1m、型幅4.0m、型深さ1.7m、ディーゼル2基、機関出力650PS、航海速力25ノット、旅客定員70名